# Усть-Оборское сельское поселение
Усть-Оборское се́льское поселе́ние — муниципальное образование в Петровск-Забайкальском районе Забайкальского края Российской Федерации.
Административный центр — село Усть-Обор.

## История
Статус и границы сельского поселения установлены Законом Читинской области от 19 мая 2004 года «Об установлении границ, наименований вновь образованных муниципальных образований и наделении их статусом сельского, городского поселения в Читинской области».

## Население
| 2010 | 2011 | 2012 | 2013 | 2014 | 2015 | 2016 |
| ---- | ---- | ---- | ---- | ---- | ---- | ---- |
| 836  | ↘834 | ↘806 | ↘786 | ↘769 | ↘747 | ↘736 |
| 2017 | 2018 | 2019 | 2020 | 2021 |      |      |
| ↘726 | ↘715 | ↘699 | ↘672 | ↗761 |      |      |

## Состав сельского поселения
| № | Населённый пункт | Тип населённого пункта       | Население |
| - | ---------------- | ---------------------------- | --------- |
| 1 | Усть-Обор        | село, административный центр | ↗761      |